# Parapoynx crisonalis
Parapoynx crisonalis là một loài bướm đêm trong họ Crambidae.